# École nationale supérieure de physique de Marseille
 (décembre 2021).
Si vous disposez d'ouvrages ou d'articles de référence ou si vous connaissez des sites web de qualité traitant du thème abordé ici, merci de compléter l'article en donnant les références utiles à sa vérifiabilité et en les liant à la section « Notes et références ».
L'École nationale supérieure de physique de Marseille ou ENSPM (surnommée SupPhy) est une ancienne école d'ingénieurs française créée en  1959 et dissoute en 2003 (dernière promotion en 2005 à l'Ecole Centrale Marseille).

## Historique
Cette ENSI formait les 2 premières années les élèves en mathématiques pour l'ingénieur et physique de base (physique quantique, physique statistique et physique du solide), également en électronique et informatique et langues, mais surtout dans les 3 domaines d'excellence de l'école : optique, traitement du signal et semi-conducteurs. La troisième année était un approfondissement dans un de ces 3 domaines d'excellence au choix. Le profil de l'ingénieur ENSPM était particulièrement apprécié pour sa formation pluridisciplinaire dans des domaines souvent associés dans le métier d'ingénieur. De nombreux élèves ont trouvé un métier en recherche et développement éventuellement après avoir complété leurs études par une formation doctorale. L'école possédait de fortes collaborations internationales qui permettaient en particulier à certains élèves d'effectuer leurs stages ou leur troisième année d'étude à l'étranger.
Le prix Pierre Cotton (en hommage au fondateur de l'ENSPM) était décerné au major de promotion.
L'ENSPM a été tout au long de son existence fortement liée au Laboratoire d'optique des surfaces et des couches minces situé dans ses locaux du campus de Saint-Jérôme à Marseille. Le LOSCM a lui-même fusionné avec le Laboratoire d'optique électromagnétique pour former l'Institut Fresnel qui occupe désormais les locaux autrefois attribués à l'ENSPM.
L'ENSPM a été dissoute par décret en 2003 et intégrée à l'École généraliste d'ingénieurs de Marseille (EGIM), devenue depuis École centrale de Marseille, membre du Groupe Centrale.